# NStv

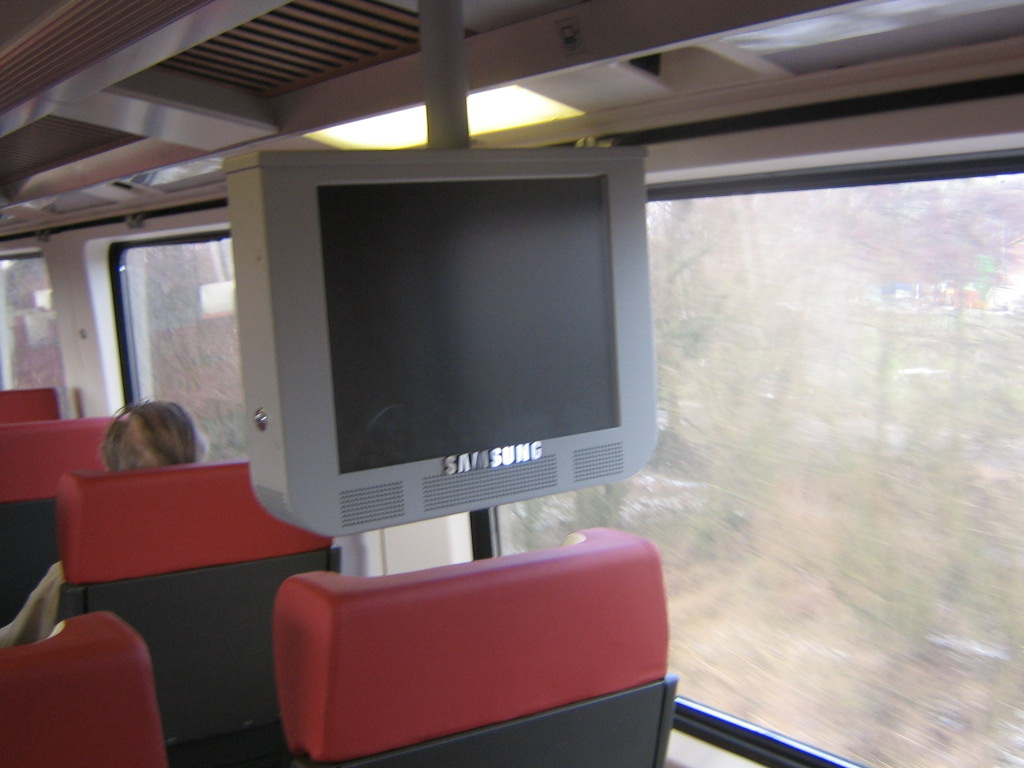
NS-tv in de 1e klas van een van de proefrijtuigen.

NStv was een proef van de Nederlandse Spoorwegen samen met KPN en RTL Nieuws. NStv is op proef beschikbaar geweest in Intercitytreinen op de treinroute Haarlem-Heerlen/Maastricht. NStv liet de reizigers op beeldschermen informatie zien over onder andere nieuws, sport en entertainment afgewisseld met informatie over de treinreis (volgende station, aankomstijd, eventuele vertraging).
NStv heeft het proefstadium doorlopen. De proef duurde tot 1 mei 2006.

## Draadloos internet
Samen met NStv startte de NS tevens een proef met draadloos internet in de trein. Deze proef is alleen beschikbaar geweest voor een vaste test-groep. Inmiddels zijn veel treinen van de NS voorzien van draadloos internet en beeldschermen met actuele reisinformatie.